# Lost Labyrinth
Lost Labyrinth ist ein NetHack-ähnliches Computerspiel, bei dem bis zu 4 Spieler an derselben Maschine spielen können (Hot Seat). Das Spiel steht unter der Lizenz GPL Version 3.

## Spielmechanik
Steuerbar ist das Spiel mit Tastatur, Maus und Joystick. Der Fokus liegt nicht auf dem Besiegen von Monstern, sondern im Erreichen neuer Level. Am Anfang des Spiels können die Fähigkeiten des Charakters frei gewählt werden, deshalb gibt es keine festen Charakterklassen. Jeder Charakter hat seine eigene Taktik. Anders als bei anderen Nethack-Nachfolgern dauert ein Spiel bei Lost Labyrinth relativ kurz, und der Spaß liegt darin, unterschiedliche Kombinationen der Fähigkeiten auszuprobieren, und nicht darin, einen Charakter bis zum Spielende zu führen.

## Geschichte
Das Spiel wurde erstmals 1991 auf dem Atari ST mit STOS BASIC von Frank Malota programmiert. Damals hatten die Grafiken eine Größe von 16×16 Punkten und 16 Farben. Gescrollt wurde damals noch blockweise. Es folgte auch eine Version in C++, die allerdings nie wirklich spielbar wurde. Später wurde das ganze Spiel von Grund auf mit Blitz Basic neu geschrieben. Diese Version hatte dann schon ein sauberes pixelweises Scrolling, und die Grafiken waren 32×32 Pixel groß mit 256 Farben.
Die PureBasic-Version wurde hauptsächlich geschrieben, um das Spiel unter Linux zum Laufen zu bringen. Sie läuft mittlerweile auch sauber unter Windows und hat das Original in den meisten Punkten überholt.
"Lost Labyrinth: Portals" ist Open Source und in PureBasic geschrieben.

## Grafik
Die Grafik ähnelt ein wenig The Legend of Zelda. Das Spielfeld wird fein gescrollt. Es werden einige Grafiken von Angband verwendet, und auch von anderen Open-Source-Rollenspielen.

## Versionen
Es gibt 3 Versionen dieses Computerspiels, welche nicht direkt voneinander abhängen, aber die gleichen Ideen verwenden.
Das Original ist in Blitz Basic programmiert. Weder die Programmiersprache noch das Spiel wird weiterentwickelt. Die neueren Versionen sind in PureBasic geschrieben.